# Banaz
Banaz ist eine türkische Kleinstadt und Hauptort des gleichnamigen Landkreises (İlçe) in der Provinz Uşak in der westlichen Türkei. Die Stadt liegt 30 km östlich von der Provinzhauptstadt Uşak und etwa 70 km westlich von Afyonkarahisar. Laut Stadtsiegel wurde der Ort 1953 zur Gemeinde (Belediye) erhoben.
Nordöstlich der Kreisstadt befindet sich der Berg Murat Dağı (2309 m). Der Fluss Banaz Çayı, ist einer der Quellflüsse des Großen Mäanders (Büyük Menderes). Er hat seine Quellen an den südlichen Hängen des Murat Dağı, der zugleich die Regionen Banaz und Kütahya verbindet.

## Der Landkreis
Der Landkreis liegt im Nordosten der Provinz und wurde 1953 geschaffen. Er grenzt im Norden an die Provinz Kütahya und im Osten an die Provinz Afyonkarahisar. Im Osten bildet der Hauptstadtkreis (Merkez Uşak) und im Süden der Landkreis Sivaslı die Grenze.
Er besteht neben der Kreisstadt (Merkez) noch aus einer weiteren Gemeinde (Belediye), der Stadt Kızılcasöğüt (1891 Einw.). Des Weiteren ist der Kreis in 46 Dörfer (Köy) mit insgesamt 17309 Einwohnern gegliedert. Derbent (1438) und Kızılhisar (1231 Einw.) sind die größten Dörfer. Durchschnittlich leben 376 Einwohner in jedem der 46 Dörfer, die 48,56 % der Landkreisbevölkerung ausmachen. 19 Dörfer haben mehr als der Durchschnitt Einwohner. Die Bevölkerungsdichte liegt mit 32,0 Einwohnern je Quadratkilometern unter dem halben Provinzwert. Der städtische Bevölkerungsanteil liegt bei 50,30 %.

## Geschichte
In und um Banaz gibt es verschiedene Relikte, die aus der Zeit bis ins 5. Jahrhundert vor Chr. stammen. Das bekannteste ist Akmonia bei dem Dorf Ahat. Dort wurden Ornamente und Mosaiken gefunden, die sportliche Wettkämpfe zeigen.

## Landwirtschaft
In der Ebene von Banaz, die dank des gleichnamigen Flusses sehr fruchtbar ist, werden hauptsächlich Weizen, Hafer, Mais, Zuckerrüben und Kichererbsen angebaut. Eine weitere Einnahmequelle ist der kultivierte Anbau von Pappeln. Das Klima begünstigt auch den Obstanbau. In den letzten Jahren rückt die Viehzucht immer mehr in den Vordergrund, wobei der Verlust an Weideflächen zugunsten des Ackerbaus die Lage der Bauern erschwert. Durch das Regierungspräsidium werden aber Projekte zur Rückführung der Flächen zu Weideland vorangetrieben. Auch die Aufforstung gerodeter und verbrannter Wälder ist seit Jahren im Gang.

## Verkehr
Den Kreis und auch die Kreisstadt quert die Fernstraße D300 (E96) von İzmir nach Eskişehir. Ziemlich parallel dazu verläuft zwischen Uşak und Afyon eine Eisenbahnstrecke.

## Bevölkerung
Der größte Teil der Bevölkerung besteht aus sunnitischen Türken.

## Industrie
Ein Keramikhersteller, der auch an der Türkischen Börse notiert ist, hat seinen Sitz in Banaz, ferner ein Holzelemente- und Jachtbauer sowie ein Schlachthof, ein Nudelhersteller und ein Heizungskesselhersteller. Das Knüpfen von Teppichen ist ein hier mittlerweile fast ausgestorbenes Handwerk.